# 陳誌祥
陳誌祥（1984年2月6日—），原名陳志祥、陳銪顯，為台灣的棒球選手，曾效力於中華職棒La New熊隊，守備位置為外野手，生涯未上過一軍。

## 經歷
- 臺東縣長濱國小少棒隊
- 臺東縣新生國中青少棒隊
- 臺東縣成功商水青棒隊
- 國立體育學院棒球隊（台灣啤酒）
- 中華職棒La New熊隊代訓球員（2007年）
- 中華職棒La New熊隊（2008年－2009年）
- 臺東縣紅珊瑚成棒隊→臺東綺麗珊瑚成棒隊（2011年－2016年）
- 高雄綺麗珊瑚成棒隊（2016年）
- 臺東綺麗珊瑚成棒隊（2016年－2018年）
- 臺東縣新港國中青少棒隊教練（2018年）
- 臺東縣泰源國中青少棒隊教練（2019年）
- 臺東縣三民國小少棒隊總教練（2019年－2020年）
- 臺東縣成功商水青棒隊教練（2021年－）

## 外部連結
- 陳誌祥在台灣棒球維基館上的頁面（繁體中文）
- 球員資訊和成績在中華職棒官網（中文）